# Подгородка (Омская область)
Подгородка — деревня в Омском районе Омской области, Россия. Входит в состав Пушкинского сельского поселения. Население 671 человек (2010). Основана в 1906 году.

## История
Деревня была основана в 1906 году. В 1928 году кордон Подгородное Лесничество состоял из 19 хозяйств, основное население — русские. В составе Пушкинского сельсовета Корниловского района Омского округа Сибирского края.
В соответствии с Законом Омской области от 30 июля 2004 года № 548-ОЗ «О границах и статусе муниципальных образований Омской области» деревня вошла в состав образованного муниципального образования «Пушкинское сельское поселение».

## География
Подгородка находится на юге центральной части региона.

## Население
| 2006 | 2010 |
| ---- | ---- |
| 720  | ↘671 |

Гендерный состав
По данным Всероссийской переписи населения 2010 года в гендерной структуре населения из 671 человек мужчин — 287, женщин — 384	(42,8 и 57,2 % соответственно)
Национальный состав
В 1928 году основное население — русские.
Согласно результатам переписи 2002 года, в национальной структуре населения русские составляли 84 % от общей численности населения в 680 человек.

## Инфраструктура
Развитое лесное хозяйство. Личное подсобное хозяйство.

## Транспорт
Подъезд к деревне Подгородка (идентификационный номер 52 ОП МЗ Н-347) длиной 8,20 км.
Просёлочные дороги.